# Holophaea melita
Holophaea melita is een beervlinder uit de familie van de spinneruilen (Erebidae). De wetenschappelijke naam van de soort is voor het eerst geldig gepubliceerd in 1899 door Herbert Druce. De soort werd ontdekt in Ecuador.